# Phật giáo Campuchia
Phật giáo tại Campuchia (tiếng Khmer: ព្រះពុទ្ធសាសនានៅកម្ពុជា, Preăh Pŭtthôsasânéa noŭ Kâmpŭchéa), còn gọi là Phật giáo Khmer, đã tồn tại từ ít nhất là vào thế kỷ thứ 5. Ở thời kỳ mới du nhập, nó là một hình thức Phật giáo Đại thừa. Ngày nay, hình thức chủ yếu của Phật giáo ở Campuchia là Phật giáo Thượng tọa bộ. Nó được ghi trong hiến pháp Campuchia là tôn giáo chính thức của đất nước này. Phật giáo Thượng tọa bộ là tôn giáo cấp nhà nước của Campuchia từ thế kỷ 13 (trừ thời Khmer Đỏ). Tính đến  năm 2013, người ta ước tính rằng 98% dân số Campuchia đi theo Phật giáo.
Lịch sử Phật giáo ở Campuchia trải dài trên nhiều vương quốc và đế chế kế tiếp nhau. Phật giáo vào Campuchia qua hai luồng khác nhau. Các hình thức sớm nhất của Phật giáo, cùng với ảnh hưởng của Ấn Độ giáo, đã vào Vương quốc Phù Nam với các thương nhân Ấn Độ giáo. Trong lịch sử sau này, một dòng Phật giáo thứ hai đã đi vào văn hóa Khmer trong thời đế chế Angkor khi Campuchia tiếp thu các truyền thống Phật giáo khác nhau của các vương quốc Mon của Dvaravati và Hariphunchai.
Trong một nghìn năm đầu tiên của lịch sử Khmer, Campuchia đã được cai trị bởi một loạt các vị vua Ấn giáo và thỉnh thoảng với một vị vua Phật giáo, chẳng hạn như Jayavarman I của Phù Nam, Jayavarman VII, người đã trở thành một người theo Phật giáo Đại thừa và Suryavarman I. Một loạt các truyền thống Phật giáo cùng tồn tại trong hòa bình trên khắp các vùng đất Campuchia, dưới sự bảo trợ của các vị vua Ấn giáo và các vương quốc Mon-Theravada lân cận. Đa số các thời điểm trong lịch sử Campuchia, Phật giáo đều phát triển rực rỡ, nhưng vào thời Khmer Đỏ nắm quyền thì Phật giáo lại suy tàn ở quốc gia này. Ngày nay, Phật giáo đã hồi sinh tại quốc gia này.

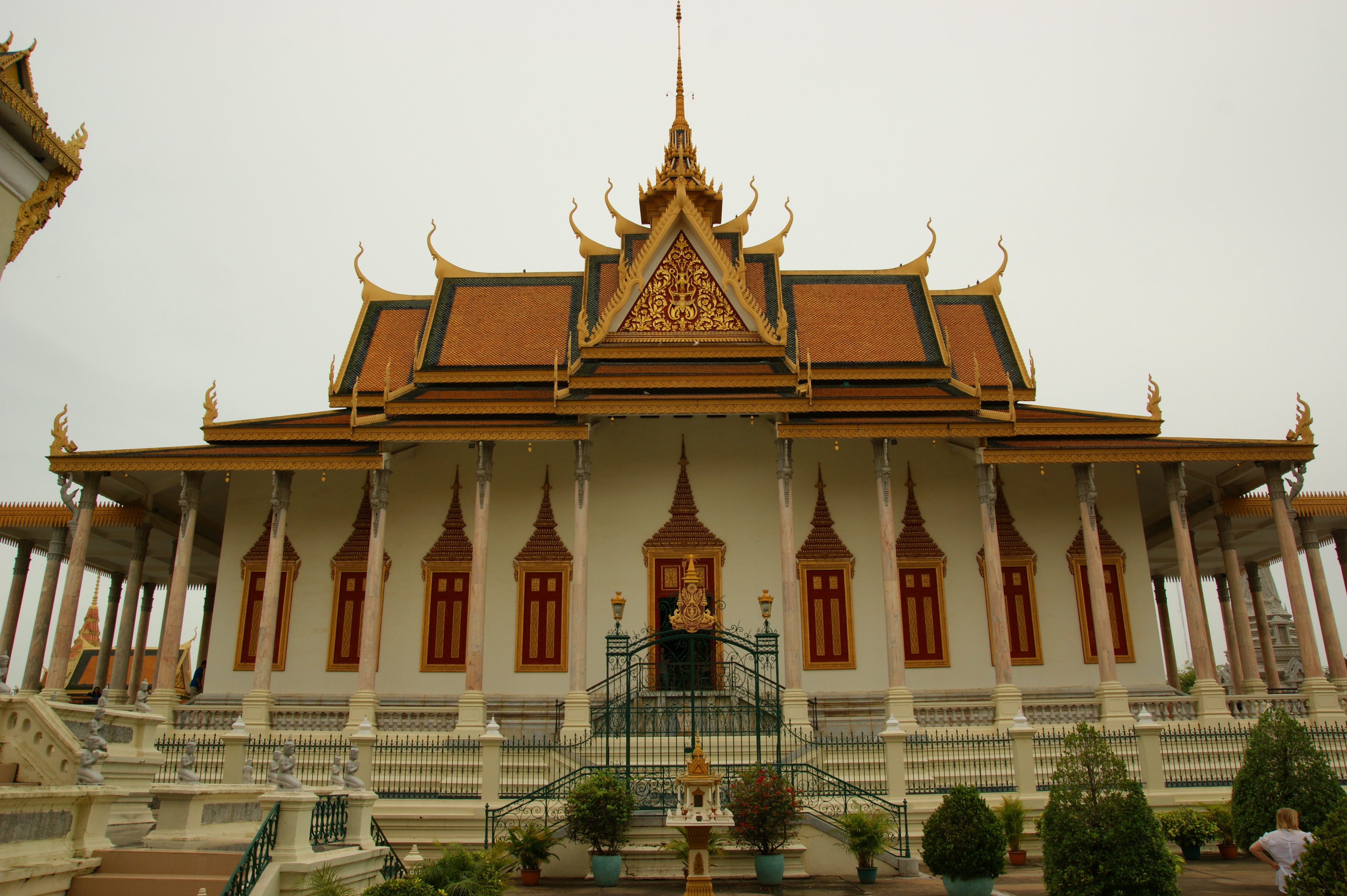
Chùa Bạc biểu tượng của Phật giáo Campuchia

## Hệ phái
Kể từ năm 1855, cộng đồng tăng sĩ ở Campuchia đã hình thành hai hệ phái, ngoại trừ một giai đoạn thống nhất ngắn ngủi từ năm 1981 đến năm 1991, Maha Nikaya và Dhammayuttika Nikaya. Hệ phái Maha Nikaya cho đến nay vẫn là hệ phái lớn hơn trong cộng đồng tăng-già. Trong khi đó, bất chấp sự bảo trợ của hoàng gia, hệ phái Dhammayuttika Nikaya vẫn là một thiểu số nhỏ, phần nào bị cô lập bởi kỷ luật nghiêm ngặt và mối liên hệ với Phật giáo Thái Lan.